# Polončič
Polončič je priimek več znanih Slovencev:
- Andraž Polončič Ruparčič, jezikoslovec, lektor
- Gregor Polončič (*1981), hokejist
- Ines Polončič - "Sara Being", pevka, tekstopiska, kitaristka, pianistka
- Vid Polončič, glasbenik kitarist in pevec več skupin
- Vinko Polončič (*1957), kolesar